# Liste des œuvres d'art de Saint-Quentin-en-Yvelines
Cet article recense les œuvres d'art public de Saint-Quentin-en-Yvelines, en France.

## Généralités
Saint-Quentin-en-Yvelines est une communauté d'agglomération des Yvelines, regroupant les communes d'Élancourt, Guyancourt, Magny-les-Hameaux, Montigny-le-Bretonneux, Trappes, La Verrière et Voisins-le-Bretonneux. Il s'agit d'une ville nouvelle, développée sur l'impulsion de l'État à partir des années 1960. Son aménagement a conduit à la commande publique d'œuvres d'art, entre autres au sein du mouvement de la jeune sculpture. L'ensemble comporte environ 80 œuvres d'art, essentiellement des sculptures, réparties sur tout le territoire de l'agglomération,.

## Liste

### Sculptures
Parmi les sculptures :
- Alliance, Serge Homs (1996 ; place Claude-Érignac, Guyancourt ; 48° 46′ 09″ N, 2° 04′ 30″ E)
- Arborescence polymorphique, Marthe et Jean-Marie Simonnet (1974 ; parc des Coudrays, Guyancourt ; 48° 46′ 24″ N, 1° 56′ 46″ E)
- L'Arche, Piotr Kowalski (1991 ; Place de la Paix-Céleste, Montigny-le-Bretonneux ; 48° 47′ 24″ N, 2° 02′ 09″ E)
- Ascendante Oblique, Michel Bérard (1977 ; parc des Sources de la Bièvre, Guyancourt ; 48° 46′ 50″ N, 2° 02′ 48″ E)
- Château de non-lieu, Irmgard Sigg (1981 ; parc de la plaine de Neauphle, Trappes)
- Deux Enfants à cheval sur le dos d'un livre, Denis Mondineu (1996 ; école Albert-Samain, Magny-les-Hameaux ; 48° 43′ 29″ N, 2° 05′ 11″ E)
- Deux Oursons (sculpture ; rond-point des Quatre-Arbres, Élancourt ; 48° 46′ 17″ N, 1° 57′ 20″ E)
- Le Dragon, Victor Roman ( ; parc des Sources de la Bièvre, Guyancourt ; 48° 46′ 50″ N, 2° 02′ 54″ E)
- Éolienne, Marcel Van Thienen (1986 ; boulevard Paul-Cézanne, Guyancourt ; 48° 46′ 54″ N, 2° 03′ 09″ E)
- La Famille - Hommage aux forains, José Sotor (1998 ; passage de la Diagonale, Montigny-le-Bretonneux ; 48° 47′ 09″ N, 2° 02′ 42″ E)
- Fer et Paix, Nicolas Sanhes (2006 ; place de la Paix, Trappes ; 48° 46′ 46″ N, 1° 59′ 39″ E)
- Fleur, Philolaos (1996 ; boulevard Jean-Jaurès, Guyancourt ; 48° 46′ 27″ N, 2° 03′ 51″ E)
- Fonte n°1, Nicolas Sanhes (2000 ; Orly Parc, La Verrière ; 48° 45′ 17″ N, 1° 56′ 47″ E)
- Girouette, François Cante-Pacos ( ; parc des Coudrays, Élancourt ; 48° 46′ 21″ N, 1° 56′ 45″ E)
- Les Gogottes, Philolaos (1996 ; jardin des Gogottes, Guyancourt ; 48° 45′ 57″ N, 2° 04′ 37″ E)
- Grande Girouette, José Subirà-Puig (1987 ; mail des Saules, Guyancourt ; 48° 47′ 01″ N, 2° 03′ 09″ E)
- Les Guetteurs, François Cuau et Marc Giai-Miniet (2000 ; avenue de l'Europe, Guyancourt ; 48° 46′ 09″ N, 2° 03′ 39″ E)
- Huit Lions (2000 ; rond-point de l'Hôtel-de-Ville, Élancourt ; 48° 46′ 03″ N, 1° 57′ 07″ E)
- Intérieur-Extérieur, Denis Mondineu (1997 ; rue André-Le-Nôtre, Montigny-le-Bretonneux ; 48° 46′ 57″ N, 2° 02′ 40″ E)
- Inti, Giannina Lanata-Ricard (2006 ; avenue du 8-Mai-1945, Guyancourt ; 48° 47′ 09″ N, 2° 03′ 22″ E)
- Jean Jaurès , Jean Charles Mainardis (2014 ; place Jean Jaurès ,Trappes ; 48° 46′ 39″ N 2° 00′ 09″ E)
- Le Mail aux fruits, Philolaos (1982 ; mail de Schenefeld, Voisins-le-Bretonneux ; 48° 45′ 39″ N, 2° 02′ 47″ E)
- La Main divine, Klaus Schultze (1976 ; allée des Papyrus, Élancourt ; 48° 46′ 01″ N, 1° 56′ 49″ E)
- Meta, Nissim Merkado (1992 ; rue des Coquelicots, Montigny-le-Bretonneux ; 48° 47′ 01″ N, 2° 02′ 19″ E)
- Mur courbe et axiale, Vincent Batbedat (1975 ; parc des Coudrays, Élancourt ; 48° 46′ 21″ N, 1° 56′ 45″ E)
- Paul Claudel, Étienne ( ; place Paul-Claudel, Montigny-le-Bretonneux ; 48° 46′ 44″ N, 2° 02′ 29″ E)
- La Perspective, Marta Pan et Michel Euvé (1992 ; boulevard Vauban, Guyancourt ; 48° 46′ 51″ N, 2° 02′ 47″ E)
- Réflexion d'espace discontinu, Michael Grossert (1974 ; parc des Coudrays, Élancourt ; 48° 46′ 18″ N, 1° 56′ 45″ E)
- Le Repas des géants, Klaus Schultz (1982 ; parc des Sources de la Bièvre, Guyancourt ; 48° 47′ 03″ N, 2° 02′ 56″ E)
- Sans titre, Max Herlin (parc des Coudrays, Élancourt ; 48° 46′ 21″ N, 1° 56′ 45″ E)
- Sculpture, Yukichi Inoué (1996 ; cimetière paysager, rue du Moulin-Renard, Guyancourt ; 48° 46′ 48″ N, 2° 04′ 42″ E)
- Sculpture en laiton, Patrick Guérard ( ; parc des Sources de la Bièvre, Guyancourt)
- Sculpture-construction, Nicolas Sanhes (2003 ; avenue des Noës, La Verrière ; 48° 45′ 28″ N, 1° 57′ 27″ E)
- Squelette Architecture, Marcel Dupertuis (1976 ; parc des Sources de la Bièvre, Guyancourt ; 48° 46′ 50″ N, 2° 02′ 56″ E)
- Statue équestre du  Templier, Hans Marks (2006 ; rond-point de l'Ordre-des-Chevaliers, Élancourt ; 48° 45′ 54″ N, 1° 57′ 58″ E)
- Le Temps - Sculpture Linéaire, Denis Mondineu (1992, haut-relief ; passerelle de la gare, Montigny-le-Bretonneux ; 48° 47′ 17″ N, 2° 02′ 39″ E)
- Trois Grandes Oies, Roch Vandromme (2000 ; rond-point du Pré-Yvelines, Élancourt ; 48° 46′ 33″ N, 1° 57′ 31″ E)
- Vague de lumière, Pierre Nicouleau (1996 ; rue Frank-Lloyd-Wright, Guyancourt ; 48° 46′ 00″ N, 2° 04′ 33″ E)
- Voilure, Marcel Van Thienen (1981 ; bassin de la Sourderie, Montigny-le-Bretonneux ; 48° 46′ 01″ N, 2° 02′ 46″ E)

### Autres œuvres
- Fontaines :
  - Fontaine en marbre gris, Ladislas Schwartz (parc des Sources de la Bièvre, Guyancourt)
  - Fontaine-sculpture des Garennes, Gérard Mannoni (1985 ; place Jacques-Brel, Guyancourt ; 48° 46′ 30″ N, 2° 03′ 03″ E)

- Installations :
  - Canal, Marta Pan et Michel Euvé (1995 ; Montigny-le-Bretonneux ; 48° 46′ 55″ N, 2° 02′ 34″ E)
  - Carillon, Bernard et François Baschet (1976, installation sonore ; place du Commerce, Élancourt ; 48° 46′ 02″ N, 1° 56′ 53″ E)
  - Carré urbain, Dani Karavan (1998 ; parc des Sources de la Bièvre, Guyancourt ; 48° 46′ 47″ N, 2° 02′ 44″ E)
  - Jardin mémorial, Marie-Ange Guilleminot et Isabelle Schmit (2005 ; Magny-les-Hameaux ; 48° 43′ 26″ N, 2° 04′ 58″ E)
  - Physichromie, Carlos Cruz-Díez (1991 ; passerelle de la gare, Montigny-le-Bretonneux ; 48° 47′ 15″ N, 2° 02′ 40″ E)